# ریچارد دی الکساندر
ریچارد دی الکساندر (انگلیسی: Richard D. Alexander; ۱۸ نوامبر ۱۹۲۹ – ۲۰ اوت ۲۰۱۸) حشره‌شناس اهل ایالات متحده آمریکا بود.
وی همچنین برندهٔ جوایزی همچون کمک‌هزینه گوگنهایم شده‌است.